# Dánské zlaté pobřeží

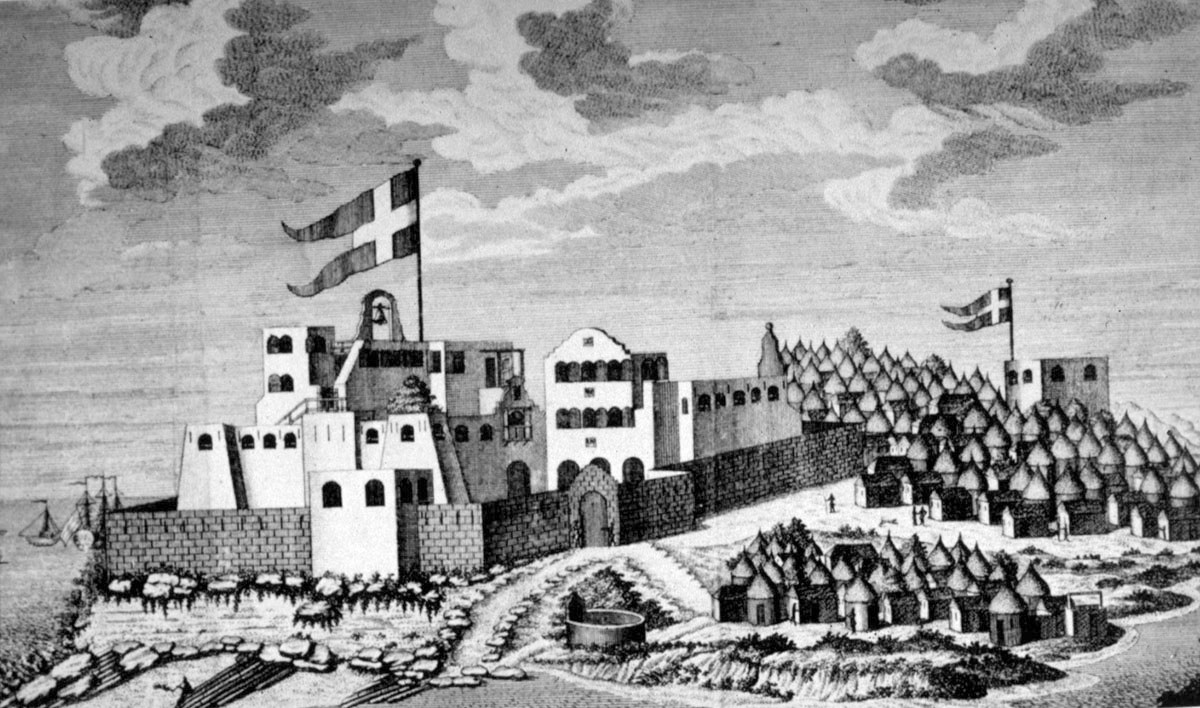
Hrad Osu

Dánské zlaté pobřeží (dánsky: Danske Guldkyst) někdy též Dánská Guinea (Dansk Guinea) bylo označení pro kolonie Dánsko-Norska v Guinejském zálivu v Africe (zhruba dnešní jihovýchodní Ghana). Šlo o pět spolu nesousedících oblastí o rozloze 10 000 kilometrů čtverečních. V praxi šlo o třicet pevností, obchodních sídel a plantáží. Oblast byla po roce 1658 získána na úkor Švédského království a kolonizována nejprve Dánskou Západoindickou společností, později (od 1750) šlo o korunní kolonie Dánsko-norského království. Prodány byly Spojenému království v roce 1850 a byly začleněny do Britského Zlatonosného pobřeží.
Titul hlavního koloniálního správce byl od roku 1658 opperhoved (zhruba "šéf stanice"), teprve v roce 1766 byl zván guvernérem. Zpočátku bylo v oblasti získáváno především zlato a slonovina, ale na začátku 18. století se nejdůležitějším zbožím v dánském obchodu stali otroci. Ti byli dodáváni do malých dánských kolonií v Karibiku na Panenských ostrovech - v roce 1672 vznikla kolonie Svatý Tomáš, v roce 1718 Svatý Jan a v roce 1733 Svatý Kříž. Zde afričtí otroci pracovali na plantážích cukrové třtiny. Dánové do Karibiku dovezli asi 100 000 Afričanů. Poté, co byl v Dánsku v roce 1803 zakázán obchod s otroky, Dánské zlaté pobřeží dostalo těžkou ekonomickou ránu. Dánští kolonizátoři se pokusili založit bavlníkové, kávovníkové a cukrové plantáže přímo v africké kolonii, těm se však nedařilo. V roce 1817 tak byly téměř všechny dánské osady na pobřeží opuštěny, s výjimkou té hlavní a největší - Fort Christiansborg s Hradem Osu (dnes na území města Akkra).